# 巴恩韋爾縣
巴恩韋爾縣 （英語：Barnwell County）是美國南卡羅萊納州西南部的一個縣，西南鄰喬治亞州。面積1,443平方公里。根据美國2000年人口普查，共有人口23,478人 （2005年人口23,345人）。縣治巴恩韋爾。
成立於1798年。縣名可能紀念以下三人之一：被選為美國國會議員而未到任的約翰·巴恩韋爾（生卒年不明）、眾議員羅伯特·巴恩韋爾或在殖民時期活躍於政府的約翰·巴恩韋爾（約1671年-1724年，中經縣治）。

## 外部連結
- 巴恩韋爾郡官網
- The Barnwell Web （页面存档备份，存于）
- OpenStreetMap上有關巴恩韋爾縣的地理
- 巴恩韋爾郡歷史 （页面存档备份，存于）